# ヘネス・バイスバイラー
ヘネス・バイスバイラー（Hennes Weisweiler, 本名：ハンス・バイスバイラー／Hans Weisweiler, 1919年12月15日 - 1983年7月5日）は、ドイツ出身のサッカー指導者、サッカー選手。1970年代のドイツとヨーロッパを代表する監督。姓はヴァイスヴァイラーとも表記される。

## 人物
プロイセン王国ライン州（現ノルトライン＝ヴェストファーレン州）エルフトシュタット生まれ。1.FCケルンに選手（のち監督）として在籍したのち、ゼップ・ヘルベルガーの下でケルン体育大学の主任講師として長く指導者の育成に携わっていたが、1964年にボルシア・メンヒェングラートバッハの監督に就任。ギュンター・ネッツァー、ベルティ・フォクツ、ライナー・ボンホフら若く才能溢れる選手たちを次々に見出し、一地方の無名クラブをドイツ随一の強豪クラブへと成長させた。そしてドイツ国内でバイエルン・ミュンヘンと激しい覇権争いを繰り返し、またヨーロッパを席巻した。1971-1972シーズンのUEFAチャンピオンズカップ準々決勝インテル戦では、「カテナチオ」として知られる堅い守備の相手をホームで7-1と粉砕したが、サポーターの投げ入れた空き缶が原因で無効試合になった。
日本代表や三菱重工の監督を務めた二宮寛と親交があり、日本から選手を短期留学などで迎えていた。再びケルンの監督を務めていた1977年夏、日本代表が西ドイツ国内で合宿をしていた際、その中にいた奥寺康彦の才能に注目し、その場でケルンの獲得オファーを出したが、二宮に権限がなかったため断念。しかし諦め切れず奥寺が所属する古河電工に正式なオファーを出し契約に至った。
スイスのグラスホッパー・クラブ・チューリッヒ監督を務めていた1983年、チューリッヒ州のエシュで死去。

## 選手歴
- 1948-1952  1.FCケルン 99試合10得点

## 指導歴
- 1949-1952  1.FCケルン 選手兼監督
- 1955-1958  1.FCケルン
- 1957-1970  ケルン体育大学 主任講師
- 1958-1964  ヴィクトリア・ケルン
- 1964-1975  ボルシア・メンヒェングラートバッハ
- 1975-1976  FCバルセロナ
- 1976-1980  1.FCケルン
- 1980-1981  ニューヨーク・コスモス
- 1982-1983  グラスホッパー・チューリヒ

## タイトル
- UEFAカップ 1回（1974-1975）
- ブンデスリーガ 4回（ボルシアMG＝1969-1970,1970-1971, 1974-1975）（ケルン＝1977-1978）
- DFBポカール 4回（ボルシアMG＝1972-1973, 1974-1975）（ケルン＝1976-1977, 1977-1978）
- 北米リーグ 1回（1981）
- スイスリーグ 1回（1982-1983）
- スイスカップ 1回（1982-1983）